# Нушка Фонтейн
Нушка Фонтейн (нід. Nouchka Fontijn, нар. 9 листопада 1989, Роттердам, Нідерланди) — нідерландська боксерка, дворазова призерка Олімпійських ігор, призерка чемпіонатів світу, чемпіонка Європи.

## Любительська кар'єра

### Чемпіонат світу 2012
- 1/16 фіналу: Перемогла Херрікейн Дойла (Нова Зеландія) — 22-13
- 1/8 фіналу: Програла Марині Вольновій (Казахстан) — 18-19

### Чемпіонат світу 2014
- 1/16 фіналу: Перемогла Шен Дая Флору (Китайський Тайпей) — TKO
- 1/8 фіналу: Перемогла Азангуе Яннік (Камерун) — 3-0
- 1/4 фіналу: Перемогла Хадію Марді (Марокко) — 3-0
- 1/2 фіналу: Програла Лі Цянь (Китай) — 0-2

### Чемпіонат світу 2016
- 1/16 фіналу: Перемогла Сему Калішкан (Туреччина) — 3-0
- 1/8 фіналу: Перемогла Лідію Фідуру (Польща) — 3-0
- 1/4 фіналу: Перемогла Еріку Груйрер (Франція) — 3-0
- 1/2 фіналу: Перемогла Саванну Маршалл (Велика Британія) — 3-0
- Фінал: Програла Кларессі Шилдс (США) — 0-3

### Олімпійські ігри 2016
- 1/4 фіналу: Перемогла Саванну Маршалл (Велика Британія) — 2-0
- 1/2 фіналу: Перемогла Лі Цянь (Китай) — 2-1
- Фінал: Програла Кларессі Шилдс (США) — 0-3

### Чемпіонат світу 2018
- 1/8 фіналу: Перемогла Монхбатин Міягмар'яргаль (Монголія) — 5-0
- 1/4 фіналу: Перемогла Таммару Тіболт (Канада) — 5-0
- 1/2 фіналу: Перемогла Лорен Прайс (Уельс) — 3-2
- Фінал: Програла Лі Цянь (Китай) — 1-4

- 1/8 фіналу: Перемогла Акерке Бахитжан (Казахстан) — 5-0
- 1/4 фіналу: Перемогла Ченг Лу (Китай) — 5-0
- 1/2 фіналу: Перемогла Таммару Тіболт (Канада) — 4-1
- Фінал: Попередній результат Нушка Фонтейн — Лорен Прайс (Уельс) — 3-2 скасовано після апеляції з боку Лорен Прайс. Чемпіонкою оголошено Лорен Прайс.

### Олімпійські ігри 2020
- 1/8 фіналу: Перемогла Ельжбету Вуйцік (Польща) — 4-1
- 1/4 фіналу: Перемогла Таммару Тіболт (Канада) — 5-0
- 1/2 фіналу: Програла Лорен Прайс (Велика Британія) — 2-3